# Георг Райнхард фон Ортенбург
Георг Райнхард фон Ортенбург (на немски: Georg Reinhard von Ortenburg) е имперски граф на Ортенбург-Нойортенбург (1658 – 1666), господар на графството Ортенбург.

## Биография
Роден е на 28 август 1607 година. Той е син на граф Георг IV фон Ортенбург (1573 – 1627) и съпругата му графиня Анна Мария фон Лайнинген-Дагсбург-Фалкенбург († сл. 1631), дъщеря на граф Емих XI фон Лайнинген-Дагсбург-Фалкенбург (1540 – 1593) и фрайин фрайин Урсула фон Флекенщайн (1553 – 1595). Брат е на Кристиан фон Ортенбург (* 28 ноември 1616; † 11 септември 1684), имперски граф на Ортенбург (1666 – 1684), господар на Зьолденау, Еглхам-Нойдек, губернатор на Амберг
Георг Райнхард фон Ортенбург умира на 4 септември 1666 г. на 59-годишна възраст. Наследен е от брат му Кристиан фон Ортенбург.

## Фамилия
Георг Райнхард фон Ортенбург се жени на 7 ноември 1644 г. за графиня Естер Доротея фон Крихинген-Пютлинген (* 1617; † 9 февруари 1713), дъщеря на граф Петер Ернст II фон Крихинген-Пютлинген († 1633) и графиня Анна Сибила фон Насау-Вайлбург (1575 – 1643). Те имат децата:
- дъщеря (*/† 1645)
- Георг Райнхард фон Ортенбург (*/† 1647)
- Анна Доротея фон Ортенбург
- Анна Мария Ева фон Ортенбург
- Анна Сибила фон Ортенбург (* 21 януари/31 юни 1648; † 1672)
- Анна Елизабет фон Ортенбург (* 23 май 1649; † 1673)
- Йоханес фон Ортенбург
- Георг Филип фон Ортенбург (* 10 септември 1655; † 5 февруари 1702), граф на Ортенбург-Нойортенбург-Крихинген-Пютлинген (1684 – 1702), женен на 1 юни 1685 г. в Нюрнберг за графиня Анна Регина фон Цинзендорф-Потендорф (* 12 декември 1663; † 15 април 1709)